# Central Asian University
Die Central Asian University, kurz CAU, (russisch: Центрально-Азиатский университет Ташкент) ist eine englischsprachige, nicht-staatliche Privatuniversität in der usbekischen Stadt Taschkent.

## Gründung
Die Hochschule wurde 2019 auf Initiative von Shavkat Mirziyoyev, Staatspräsident von Usbekistan, als Akfa University (AU) gegründet in einer Partnerschaft mit der Gachon University, Südkorea, im medizinischen Bereich. Weitere Hochschulpartnerschaften wurden initiiert mit der Lancaster University (UK), dem KAIST (Südkorea), der Ted University (Türkei), der Monash University (Australien), der CBS International Business School (Deutschland), der Colorado State University (USA), dem Medical Center „Akfa Medline“ (Usbekistan) sowie dem Industriepartner Artel, dem größten Hersteller von Haushaltsgeräten und Elektronik in Usbekistan. Die Hochschule wurde 2024 zur Central Asian University (CAU) umfirmiert und am 13. Februar 2024 durch das staatliche Ministerium für Erziehung der Republik Usbekistan anerkannt.

## Fakultäten
Derzeit gibt es 18 Fachbereiche in 5 Schulen, die englischsprachige Studiengänge für Studierende und Graduierte anbieten: Medizinische Fakultät (Medical School), Zahnmedizinische Fakultät (Dental School), Technische Fakultät (Engineering School), Wirtschaftswissenschaftliche Fakultät (Business School), Fakultät für Krankenhausmanagement und Tourismus (Hospitaly Management & Tourism).
Die medizinischen und zahnmedizinischen Fakultäten bieten Ausbildungsdienstleistungen in vier Fachbereichen an: Allgemeinmedizin, Pharmazie, Krankenpflege und Zahnmedizin. Die School of Engineering bietet vier Studiengänge an: Informatik, Elektro- und Elektronikingenieurwesen, Architektur und Design sowie Bauingenieurwesen. Die School of Business bietet höhere Bildungsdienstleistungen in sechs Fachbereichen an: Rechnungswesen und Finanzen, Wirtschaft, International Business, Startup Management, Digitales Marketing und Recht. Die School of Hospitaly Management & Tourism bietet Studiengänge im Bereich Krankenhausmanagement und Tourismus an.
Derzeit hat die CAU mehr als 2000 Studenten und mehr als 90 Professoren.